# 心霊 (映画)
『心霊』（しんれい）は、稲川淳二企画・原案による1996年8月16日に公開された日本のホラー映画。
オムニバス形式であり、1997年に続編も作られた。

## 心霊
「旧日本軍の病院」「サーファーの死」「首なし地蔵」の三本からなるオムニバスホラー映画。
前2者は稲川自身がよく語っている定番の実録怪談を基にしている。「サーファーの死」には子役時代の山下智久が出演している（ジャニーズ事務所に入る前）。
最後の「首なし地蔵」は小泉八雲の怪談を原作としており、稲川自身が監督を務めている。

### 出演

#### 旧日本軍の病院
- 石井恵里子：太田有美
- 林キク： たうみあきこ
- 少年：日高圭智
- 川合真由美：三浦智子
- 岡田みゆき：藤原れい
- 鈴木りえ：留美
- 医者：信太昌之
- 男：稲川淳二

#### サーファーの死
- タカ：佐野瑞樹（ジャニーズJr.）
- リカ： 村岡英美
- ケンジ：泉拓允
- ガッツ：小林守
- 刑事：  信太昌之
- バーテン：稲川淳二

- 若い女：立花杏子
- 若い男：飛田剛
- ウエイトレス：天谷みゆき
- 若い夫：宇治田みのる
- 若い妻：和田富美子
- 子供（弟）：山下智久
- 子供（姉）：本間洋子
- ギャル：横田とも子
- ギャル：森山佐記子

#### 首なし地蔵
- お加代：中村恵美子
- ひと： 岩沢澄代
- ふた： 吉岡小夏
- みつ： 菊地啓子
- 庄屋： 狩野裕昭
- 領主： 木村安城
- 赤子： 金澤心信
- 語部： 稲川淳二

## 心霊2
1997年に公開されたホラー映画。「踏切に立つ少女」と「待ちぼうけ」の2本のオムニバス構成。
「待ちぼうけ」では、所在地を公表しないことを条件として稲川が実際に心霊体験に遭遇した場所で撮影を行っている。

### 出演

#### 踏切に立つ少女
- 宮田涼子：諸江みなこ
- 少女時代の涼子：大類ゆき
- 宮田祐二：喜多見英明
- 海老名素子：鈴木杏
- 宮田時子：河原崎榮子
- 滝沢よし江：たうみあきこ
- 滝沢和子：藤尾明日香
- 秋野医師：信太昌之
- 看護婦：岩田しおり

#### 待ちぼうけ
- 稲川淳二： 稲川淳二
- 美紀：立花理佐
- ケン：水木英昭
- 大さん：奥田武士
- 清美：野村あゆみ
- 理江：篠原直美